# 전창걸
전창걸(1966년 11월 12일 ~ )은 대한민국의 희극배우이자 영화배우이다.

## 생애
1985년 연극배우 첫 데뷔하였으며 1986년 뮤지컬배우 데뷔하였고 이후로는 개그맨 활동을 시작하여, 1989년에 KBS 특채 개그맨으로 데뷔 이래 2년 후 1991년 SBS 개국 시기에 신동엽 등과 아울러 SBS 개그맨 특채(SBS 재특채 개그맨)로써 정식 데뷔 이후에는 방송에 본격 진출하고 코미디 전망대, 웃으며 삽시다, 웃으면 좋아요, 열려라 웃음천국 등 개그맨 활동을 한다. 신동엽의 레일맨은 전창걸의 독창적인 아이디어로 8개월간 대본을 쓰는 아이디어 맨 이었다. 흑과백 경찰청25시 음악개그...등등 톡특한 기발한 아이디어 개그를 선 보이는 몇 안되는 개그맨이었다. 그 이후 사람들이 가장 많이 기억하는 mbc 출발비디오 여행에서 영화대영화로 8년간 주목받다가 sbs 접속 무비월드로 옮겨 영화공작소를 7년간 진행하며.. 영화 소개의 원조가 된다. 그의 영화소개 기법은 아직도 많은 프로그램에서 형식을 이어가고 있다. 광명시에 푸른소극장(2005년 7월 폐관)을 만들고 연극을 제작 출연하는 열의를 보였다. 그는 자신의 작품을 직접쓰고 연출하며 출연하는 독특한 행보를 이어가다가.. 그 이후 영화배우 활동을 시작했다. 2010 대마초 사건으로 지금까지 공중파 정지 상태이다. 그는 현재 삼촌 식당을 운영하며 새싹땅콩차를 판매하는 회사를 운영한다. 일요시사 전창걸의 영화로 본 세상 컬럼을 연재중이다.

## 학력
- 서울당중초등학교 (1979)
- 당산중학교 (1982)
- 영락고등학교 (1985)
- 서울예술대학 연극과 전문학사 (85학번)

## 출연작

### 영화
- 2012년 《차이나 블루》 ... 위강 역
- 2008년 《로맨틱 아일랜드》 ... 패트릭 역
- 2007년 《가면》 ... 반장 역
- 2007년 《상사부일체》 ... 김 대리 역, 각색
- 2006년 《원탁의 천사》 ... 담임선생 역 (우정출연)
- 2006년 《투사부일체》 ... 체육교사 강기성 역
- 2002년 《철없는 아내와 파란만장한 남편 그리고 태권소녀》 ... 성형외과 의사 역 (특별출연)

### 방송
- 《출발! 비디오 여행》영화대 영화 진행
- 2008년 OCN 《여사부일체》 ... 체육선생 역. 뱀파이어 검사.
- 2008년 SBS 《타짜》 ... 교도소 간수 역
- 2014년 OCN 《귀신 보는 형사 처용》 ... 시신 최초발견자 1 역
- 미디어협동조합 국민TV 보관됨 2013-08-05 - 웨이백 머신 라디오 《전창걸의 어나더타임》진행
- 김종학 감독의 대망
- 2015년 E채널 & 드라마큐브 《라이더스: 내일을 잡아라》

### 시트콤
- 1998년 MBC 《남자 셋 여자 셋》
- 2000년 MBC 《세 친구》 ... 윤다훈이 영업실장으로 있는 피트니스 클럽 사장 역

### 연극
- 1994 별을 수놓은 여자
- 1995 서 있는 사내들
- 2006년 스탠딩 가이즈
- 2011년~2012년 싸이판
- 2012년 음악극 "빵" 등이 있고 특히 연극 싸이판은 서 있는 사내들의 개작으로 그가 직접 쓰고 연출한 작품으로 5만여명의 관객을 기록하고 있다.

### 뮤지컬
- 《아가씨와 건달들》